# ذره‌بین

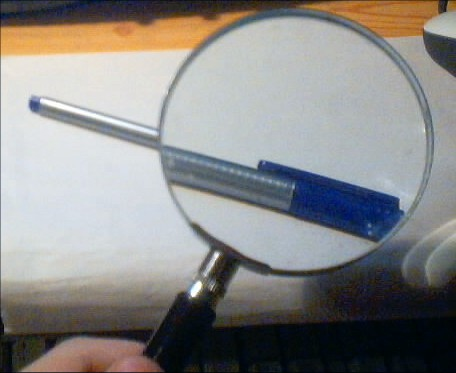
یک ذره‌بین

ذَرّه‌بین ابزاری است که از آن برای دیدن اشیای ریز و نوشته ریز استفاده می‌شود . بخش اصلی ذره‌بین از یک عدسی همگرا درست شده‌است که عمل بزرگ‌نمایی را انجام می‌دهد. یک عدسی همگرا معمولاً از دو سو یا یک سو کوژ (محدّب) است. یک قاب دسته‌دار، عدسی ذره‌بین را نگاه می‌دارد. و بعضی از ذره بین ها هستند که وقتی جلوی یک چیز قرار بدهیم ان را کوچک تر از اندازه اصلی نشان می دهد
برای استفاده از ذره‌بین به منظور بزرگ‌نمایی اجسام، باید آن را آن‌قدر به جسم مشاهده شونده نزدیک کرد که جسم در فاصلهٔ کانونی عدسی قرار بگیرد. «فاصلهٔ کانونی» نامی است که به حد فاصل سطح عدسی تا نقطهٔ کانونی آن گفته می‌شود.
با قرار دادن ذره‌بین در آفتاب، پرتوها در نقطهٔ کانونی عدسی جمع می‌شوند. اگر در این حالت جسم غیر براقی را در نقطهٔ کانونی بگذارید، گرمای زیادی تولید می‌شود و می‌تواند جسم غیربراق را بسوزاند. این عمل را می‌توان بر روی کاغذ یا اجسام غیربراق دیگر آزمود.
کسی نمی‌داند مخترع ذره بین کیست و این وسیله در روزگار باستان بکار برده می‌شد و کسانی مانند ابن هیثم تنها میراث خوار و آموزگار دستاوردهای گذشتگان بودند نه دانشمند یا مخترع.
ابوریحان بیرونی در کتاب الجماهر فی معرفة الجواهر خود موردی از استفاده از ذره‌بین را شرح می‌دهد و کمال‌الدین فارسی به مطالعه آن پرداخته‌است.

## تاریخچه
"شواهد نشان می‌دهد که استفاده از لنزها در سراسر خاورمیانه و حوزهٔ دریای مدیترانه طی چندین هزار سال گسترده بوده‌است". از سال ۴۲۴ پیش از میلاد، لنزهای بزرگنمایی برای مشتعل کردن تراشه‌های چوب در داروخانه فروخته می‌شده‌است. همچنین عدسی پلینیوس، که یک کره شیشه‌ای پر شده از آب است، برای سوزاندن زخم استفاده می‌شد. استفاده از عدسی محدب برای تشکیل یک تصویر بزرگ در سال ۱۰۲۱ در کتاب المناظر ابن هیثم شرح داده شده‌است. پس از ترجمهٔ کتاب در قرن دوازدهم راجر بیکن ویژگی‌های ذره‌بین را در قرن سیزدهم در انگلستان تشریح کرد. بعد از آن در همان قرن سیزدهم عینک در ایتالیا تولید شد.